# Súbeme la Radio
«Súbeme la Radio» (испанское произношение: [ˈsuβeme la ˈraðjo]) — песня испанского певца Энрике Иглесиаса с его альбома Final, выпущенная также отдельным синглом. Записана при участии кубинского певца Дессемера Буэно и пуэрто-риканского реггетон-дуэта Zion & Lennox, и выпущена RCA Records и Sony Music Latin 24 февраля 2017 года. Композиция достигла второго места в чартах Испании и в чарте Hot Latin Songs в США.

## Музыкальное видео
На своей официальной странице в Facebook Иглесиас сообщил, что сингл выйдет 24 февраля 2017 года вместе с клипом, который был снят на Кубе. В клипе Иглесиас вместе с приглашёнными артистами находится внутри и на крыше автобуса в разных сценах, а также танцует будучи окружённым большой толпой людей. Режиссёром клипа выступил Алехандро Перес, а продюсерами стали Яша Малекзад и Касра Пезешки. Музыкальное видео набрало более миллиарда просмотров на YouTube.

## Список композиций
| №  | Название                                                       | Длительность |
| -- | -------------------------------------------------------------- | ------------ |
| 1. | «Súbeme La Radio» (featuring Descemer Bueno and Zion & Lennox) | 3:28         |

| №  | Название                                                       | Длительность |
| -- | -------------------------------------------------------------- | ------------ |
| 1. | «Súbeme La Radio» (featuring Descemer Bueno and Jacob Forever) | 3:27         |

| №  | Название                                              | Длительность |
| -- | ----------------------------------------------------- | ------------ |
| 1. | «Súbeme La Radio» (featuring Descemer Bueno and CNCO) | 3:24         |

| №  | Название                                | Длительность |
| -- | --------------------------------------- | ------------ |
| 1. | «Súbeme La Radio» (featuring Sean Paul) | 3:27         |

| №  | Название                                               | Длительность |
| -- | ------------------------------------------------------ | ------------ |
| 1. | «Súbeme La Radio» (featuring Sean Paul and Matt Terry) | 3:27         |

| №  | Название                                                                            | Длительность |
| -- | ----------------------------------------------------------------------------------- | ------------ |
| 1. | «Súbeme La Radio» (featuring Descemer Bueno, Zion & Lennox and Gilberto Santa Rosa) | 3:59         |

| №  | Название                                                                                | Длительность |
| -- | --------------------------------------------------------------------------------------- | ------------ |
| 1. | «Súbeme La Radio» (featuring Descemer Bueno, Anselmo Ralph, Zé Felipe and Ender Thomas) | 3:27         |

| №  | Название                                                                 | Длительность |
| -- | ------------------------------------------------------------------------ | ------------ |
| 1. | «Súbeme La Radio» (featuring Descemer Bueno, Rotem Cohen, Zion & Lennox) | 3:27         |

## Чарты
| Чарт (2017-18)                                  | Высшая позиция |
| ----------------------------------------------- | -------------- |
| Аргентина (Monitor Latino)                      | 3              |
| Австрия (Ö3 Austria Top 40)                     | 7              |
| Бельгия/Фландрия (Ultratop 50)                  | 12             |
| Бельгия/Валлония (Ultratop 50)                  | 2              |
| Болгария (PROPHON)                              | 5              |
| Боливия (Monitor Latino)                        | 2              |
| Бразилия (Brazil Pop Airplay, Billboard Brasil) | 2              |
| Канада (Billboard Canadian Hot 100)             | 71             |
| Чили (Monitor Latino)                           | 7              |
| Колумбия (National-Report)                      | 17             |
| Хорватия (HRT)                                  | 1              |
| Чехия (Rádio — Top 100)                         | 1              |
| Чехия (Singles Digitál Top 100)                 | 18             |
| Эквадор (National-Report)                       | 6              |
| Франция (SNEP)                                  | 8              |
| Германия (GfK)                                  | 15             |
| Гватемала (Monitor Latino)                      | 2              |
| Венгрия (Dance Top 40)                          | 18             |
| Венгрия (Rádiós Top 40)                         | 7              |
| Венгрия (Single Top 40)                         | 4              |
| Венгрия (Stream Top 40)                         | 17             |
| Ирландия (IRMA)                                 | 51             |
| Италия (FIMI)                                   | 3              |
| Ливан (Lebanese Top 20)                         | 6              |
| Мексика (Monitor Latino)                        | 4              |
| Мексика (Mexico Airplay, Billboard)             | 1              |
| Нидерланды (Dutch Top 40)                       | 10             |
| Нидерланды (Single Top 100)                     | 25             |
| Норвегия (VG-lista)                             | 12             |
| Панама (Monitor Latino)                         | 9              |
| Парагвай (Monitor Latino)                       | 1              |
| Перу (Monitor Latino)                           | 10             |
| Польша (Polish Airplay Top 100)                 | 6              |
| Португалия (AFP)                                | 9              |
| Румыния (Media Forest)                          | 1              |
| Шотландия (OCC Scotland)                        | 3              |
| Сербия (Radiomonitor)                           | 1              |
| Словакия (Rádio — Top 100)                      | 4              |
| Словакия (Singles Digitál Top 100)              | 16             |
| Словения (SloTop50)                             | 1              |
| Испания (PROMUSICAE)                            | 2              |
| Швеция (Sverigetopplistan)                      | 14             |
| Швейцария (Schweizer Hitparade)                 | 3              |
| Великобритания (OCC UK Singles)                 | 10             |
| Украина (Ukraine Airplay, Tophit)               | 65             |
| Уругвай (Monitor Latino)                        | 4              |
| США (Billboard Hot 100)                         | 81             |
| США (Billboard Dance Club Songs)                | 17             |
| США (Billboard Hot Latin Songs)                 | 2              |
| США (Billboard Latin Airplay)                   | 1              |

| Чарт (2017)                         | Позиция |
| ----------------------------------- | ------- |
| Аргентина (Monitor Latino)          | 6       |
| Австрия (Ö3 Austria Top 40)         | 22      |
| Бельгия (Ultratop Flanders)         | 35      |
| Бельгия (Ultratop Wallonia)         | 12      |
| Франция (SNEP)                      | 79      |
| Германия (Official German Charts)   | 33      |
| Венгрия (Dance Top 40)              | 47      |
| Венгрия (Rádiós Top 40)             | 25      |
| Венгрия (Single Top 40)             | 11      |
| Венгрия (Stream Top 40)             | 38      |
| Италия (FIMI)                       | 7       |
| Нидерланды (Dutch Top 40)           | 32      |
| Нидерланды (Single Top 100)         | 61      |
| Польша (ZPAV)                       | 49      |
| Румыния (Airplay 100)               | 23      |
| Словения (SloTop50)                 | 7       |
| Швеция (Sverigetopplistan)          | 50      |
| Швейцария (Schweizer Hitparade)     | 6       |
| США (US Hot Latin Songs, Billboard) | 7       |
| США (US Latin Airplay, Billboard)   | 3       |

| Чарт (2018)             | Позиция |
| ----------------------- | ------- |
| Венгрия (Single Top 40) | 84      |

## Сертификации
| Регион                                                                      | Сертификация          | Продажи |
| --------------------------------------------------------------------------- | --------------------- | ------- |
| Австрия (IFPI Austria)                                                      | Золотой               | 15 000  |
| Бельгия (BEA)                                                               | Платиновый            | 20 000  |
| Дания (IFPI Danmark)                                                        | Платиновый            | 90 000  |
| Франция (SNEP)                                                              | Платиновый            | 133 333 |
| Германия (BVMI)                                                             | Платиновый            | 400 000 |
| Италия (FIMI)                                                               | 5× Платиновый         | 250 000 |
| Мексика (AMPROFON)                                                          | 4× Платиновый+Золотой | 270 000 |
| Норвегия (IFPI Norway)                                                      | Платиновый            | 40 000  |
| Польша (ZPAV)                                                               | 4× Платиновый         | 80 000  |
| Испания (PROMUSICAE)                                                        | 5× Платиновый         | 200 000 |
| Швеция (GLF)                                                                | 2× Платиновый         | 80 000  |
| Швейцария (IFPI Switzerland)                                                | 4× Платиновый         | 80 000  |
| Великобритания (BPI)                                                        | Платиновый            | 600 000 |
| США (RIAA)                                                                  | 4× Платиновый (Latin) | 240 000 |
| Данные о продажах + прослушиваниях приведены только на основе сертификации. |                       |         |